# イーピノエー
イーピノエー（古希: Ἰφινόη, Īpinoē）は、ギリシア神話の女性である。長母音を省略してイピノエとも表記される。主に、
- プロイトスの娘
- アルカトゥースの娘
- エーエティオーンの妹

のほか数人が知られている。以下に説明する。

## プロイトスの娘
このイーピノエーは、ティーリュンスの王プロイトスとステネボイアの娘で、イーピアナッサ、リューシッペーと姉妹であり、弟にメガペンテースがいた。この姉妹たちは、神に対して不敬だったので気が狂ったが、予言者メラムプースに癒された。しかしそのさいにイーピノエーだけは死んでしまった。なお、この出来事の後にメガペンテースが生まれたという。

## アルカトゥースの娘
このイーピノエーは、ペロプスの子アルカトゥースの娘である。イーピノエーは処女のまま死んだとされ、メガラーの女たちはイーピノエーの墓に神酒と自らの髪を供えたといわれる。

## エーエティオーンの妹
このイーピノエーは、エーエティオーンの妹である。トロイア戦争のさい、クリューセーイスはイーピノエーの館で捕虜になったとされる。

## その他のイーピノエー
- メガラーの王ニーソスの娘で、ポセイドーンの子のメガレウスの妻[5]。
- レームノス島の女王ヒュプシピュレーの侍女[6]。
- メーティオンの娘。一説にダイダロス、ムーサイオスの母[4]。